# Cheung Kong Holdings
Cheung Kong (Holdings) Limited, era un conglomerado multinacional, con sede en Hong Kong. Fue uno de los principales conglomerados multinacionales de Hong Kong. La compañía se fusionó con su filial Hutchison Whampoa el 3 de junio de 2015, como parte de una importante reorganización, para formar parte de CK Hutchison Holdings.
El presidente de Cheung Kong Holdings es Li Ka Shing (李嘉誠), mientras que su hijo mayor, Victor Li (李澤 鉅), es Director Gerente y Vicepresidente. Li Ka Shing fundó Cheung Kong Industries en los años 50 como fabricante de plásticos. Bajo su liderazgo, la compañía creció rápidamente y eventualmente se convirtió en una compañía de inversión inmobiliaria. "Cheung Kong (Holdings) Limited" se estableció en 1971.
El Cheung Kong Group fue uno de los mayores desarrolladores de propiedades residenciales, oficinas, tiendas, hoteles industriales y hoteles en Hong Kong. Con su larga historia de experiencia en desarrollo inmobiliario y fincas residenciales, Cheung Kong Holdings ha construido muchos de los edificios y complejos más notables de Hong Kong. Como parte de la reorganización del grupo, una nueva compañía compuesta por los activos de la propiedad del grupo se separó en junio de 2015 como Cheung Kong Property Holdings.